# Бонетти, Элена
Элена Бонетти (итал. Elena Bonetti; род. 12 апреля 1974, Азола) — итальянский математик и политик, министр без портфеля по вопросам равных возможностей и семьи (2019—2021, 2021—2022).

## Биография

### Профессиональная карьера и начало политической деятельности
Окончила Павийский университет, где изучала математику, в 2002 году получила докторскую степень в Миланском университете, там же преподавала математический анализ. С самого начала поддерживала политику бывшего лидера Демократической партии Маттео Ренци, участвовала в создании его политической школы в Барге (провинция Лукка). В 2014 году подписала призыв к государству признать однополые союзы и к церкви — изменить своё отношение к ним, поскольку «все имеют право любить и быть любимыми».
В прошлом возглавляла Ассоциацию гёрлскаутов и бойскаутов — итальянских католиков (AGESCI), в 2017 году вошла в национальный секретариат Демократической партии.
На парламентских выборах 2018 года выставила свою кандидатуру в Ломбардии по списку ДП, но по итогам голосования не прошла в Палату депутатов.

### Политическая карьера
4 сентября 2019 года при формировании второго правительства Джузеппе Конте назначена министром без портфеля по вопросам равных возможностей и семьи, а
5 сентября в составе нового кабинета принесла присягу и вступила в должность.
17 сентября 2019 года Элена Бонетти названа в числе политиков, поддержавших новую партию Маттео Ренци Italia Viva (Живая Италия).
13 января 2021 года во исполнение партийного решения ушла в отставку в знак несогласия с политикой кабинета (в числе причин занятой позиции стал отказ правительства от использования Европейского стабилизационного механизма для финансового оздоровления).
13 февраля 2021 года принесло присягу правительство Драги, в котором Бонетти получила прежнюю должность.
22 октября 2022 года было сформировано правительство Мелони, в котором Бонетти не получила никакого назначения.